# Torero
Pour les articles homonymes, voir Torero (homonymie).
Ne doit pas être confondu avec Torrejón.
Dans le monde de la tauromachie, le torero ou toréro (de l'espagnol : torero) est celui qui affronte le taureau lors d'une course de taureaux. Son équivalent féminin est une torera.

## Présentation

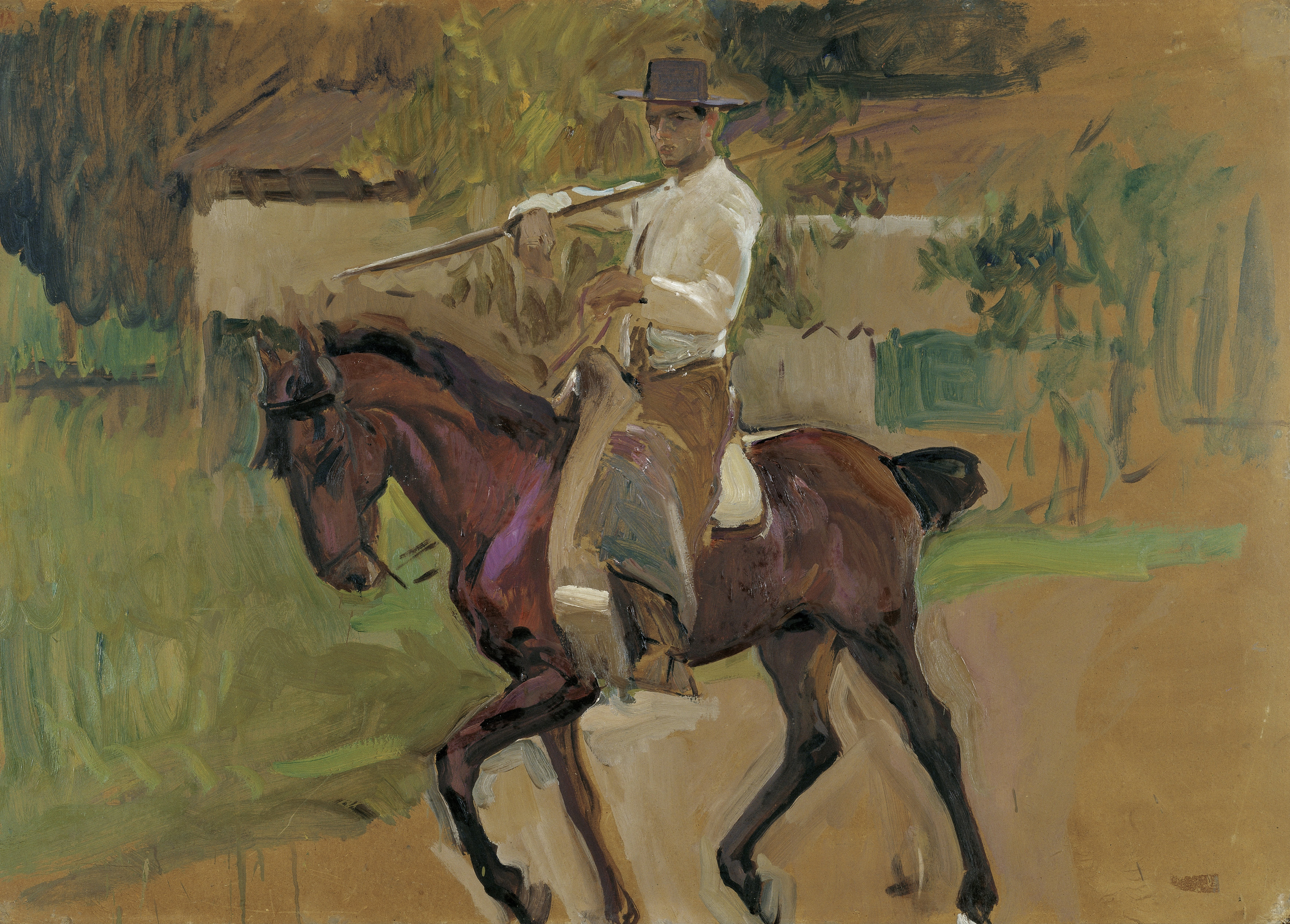
Torero à la perche. Séville
Joaquín Sorolla, 1914
Musée Carmen-Thyssen, Málaga

Le terme de toréador est le terme ancien et désignait les toreros à cheval d’avant le XVIIIe siècle. Aujourd'hui, il est supplanté par le terme torero. C'est fondamentalement la même chose. L'un comme l'autre s'appliquent à toute personne combattant un taureau, qu'il soit à pied ou à cheval. Il existe plusieurs catégories de toreros, en fonction des différents types de courses :

### Corrida

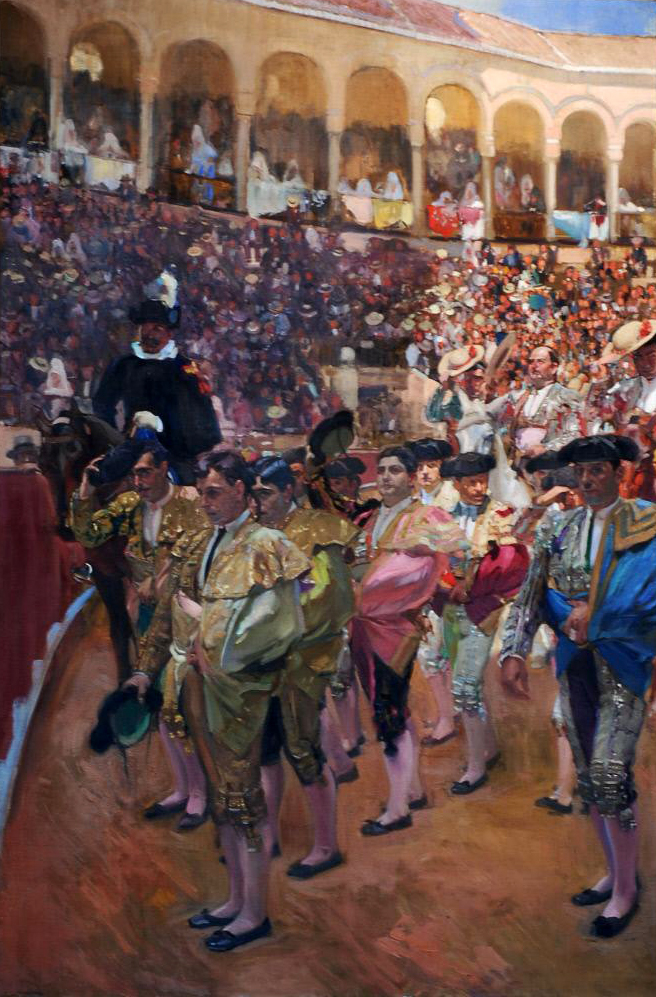
Vision d'Espagne: Séville, les toreros
Joaquín Sorolla, 1915
The Hispanic Society of America, New York

- le matador est le grade ultime de torero et lui seul a le droit de mettre à mort le taureau ;
- le peón est un membre de la cuadrilla du matador et du rejoneador ;
- le banderillero est le peón chargé de poser les banderilles ;
- le picador est le cavalier chargé de piquer le taureau.

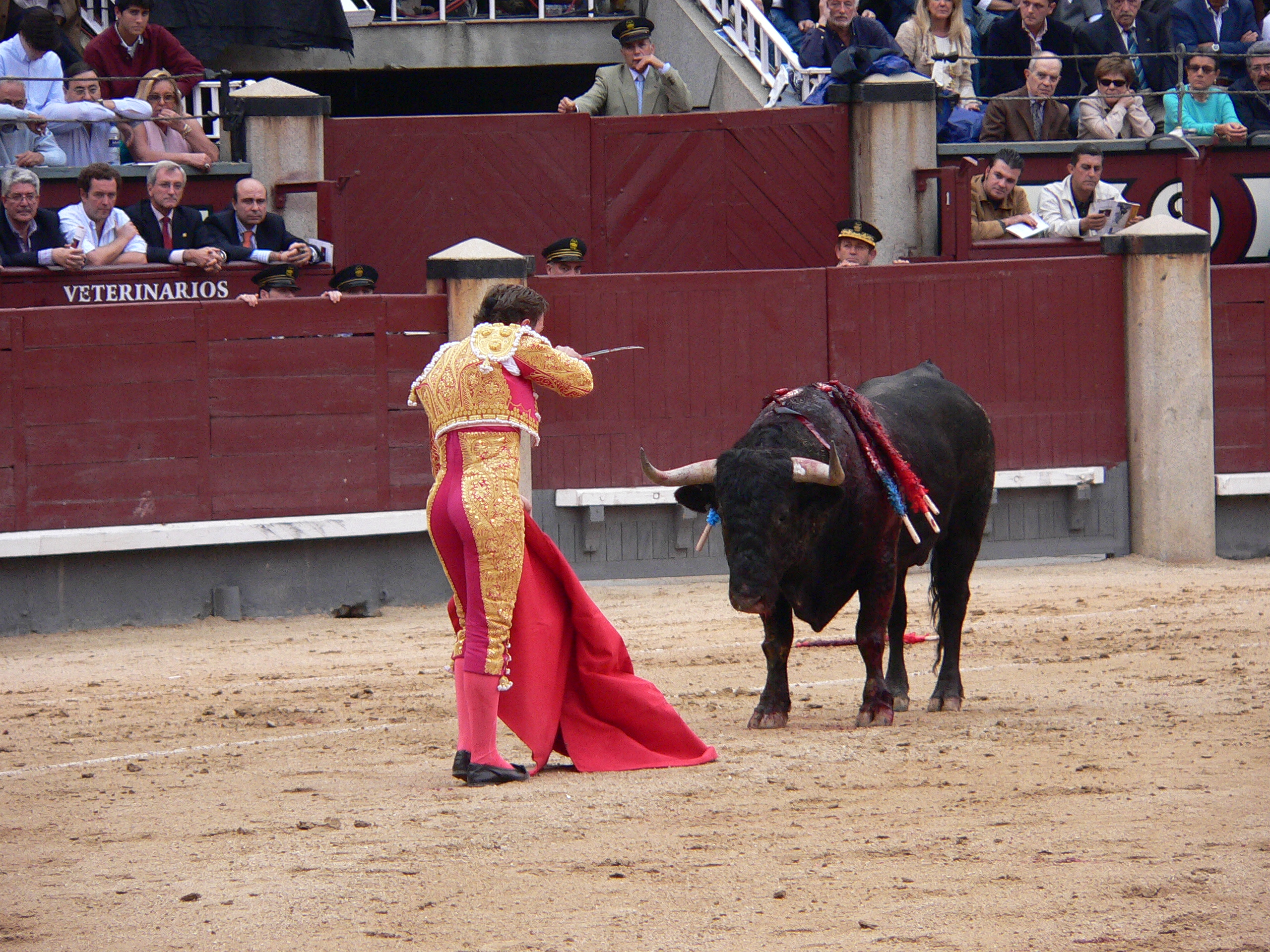
Le matador
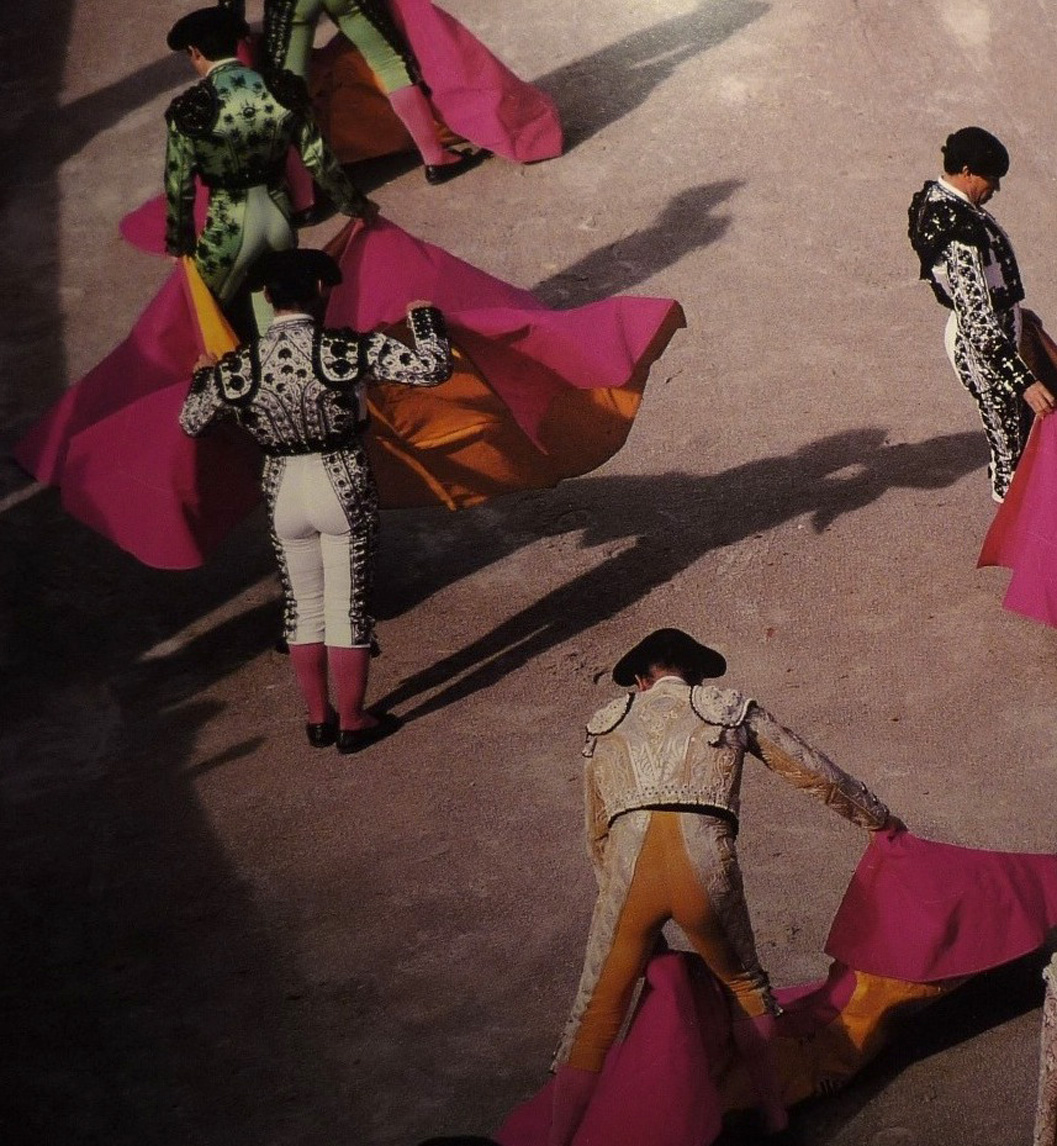
Les peones
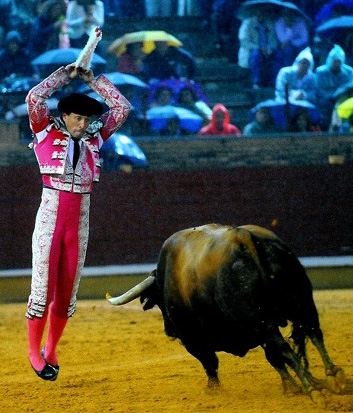
Le banderillero
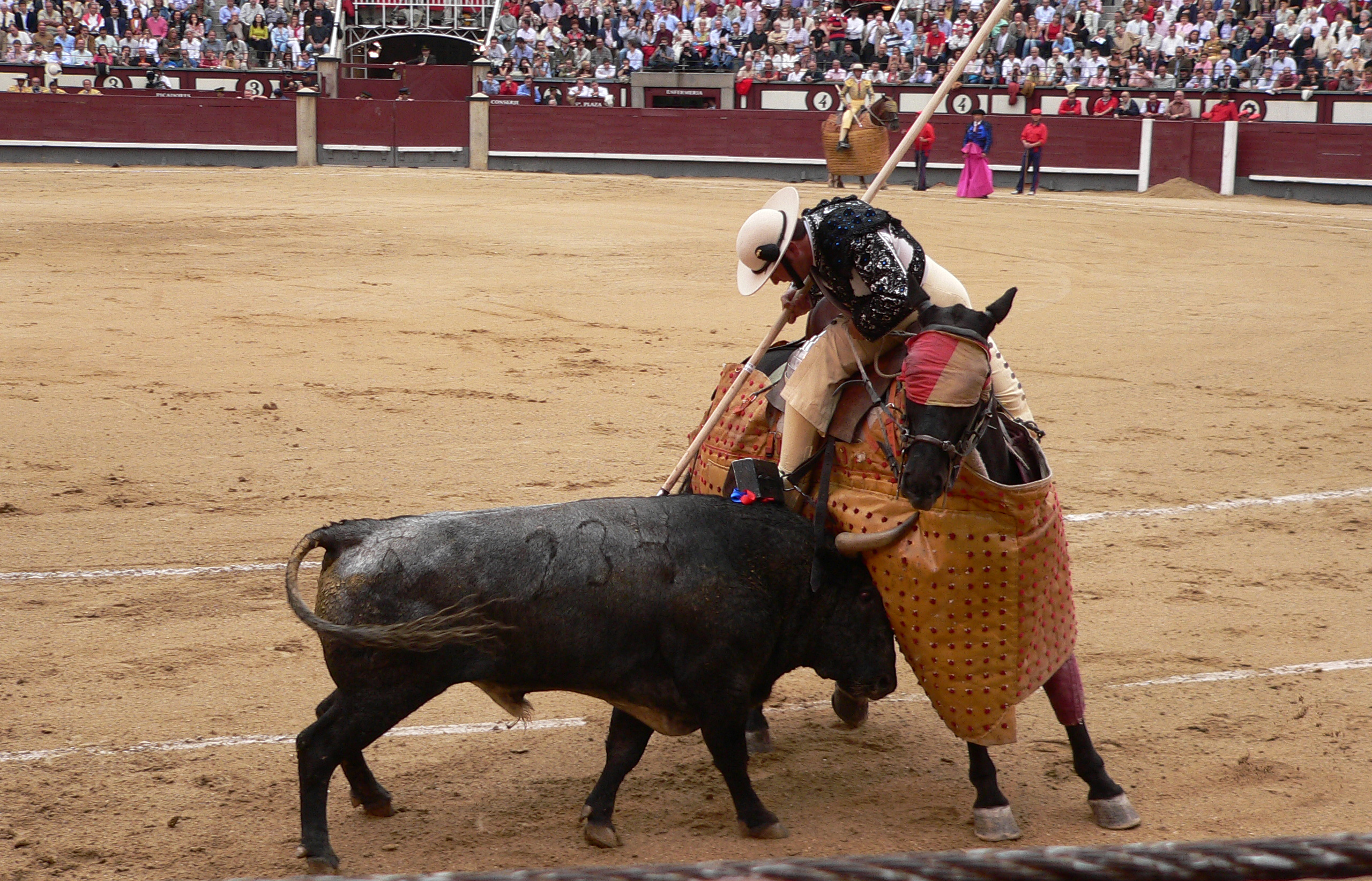
Le picador

### Corrida de rejón
- le rejoneador est celui qui combat le taureau à cheval, puis le met à mort

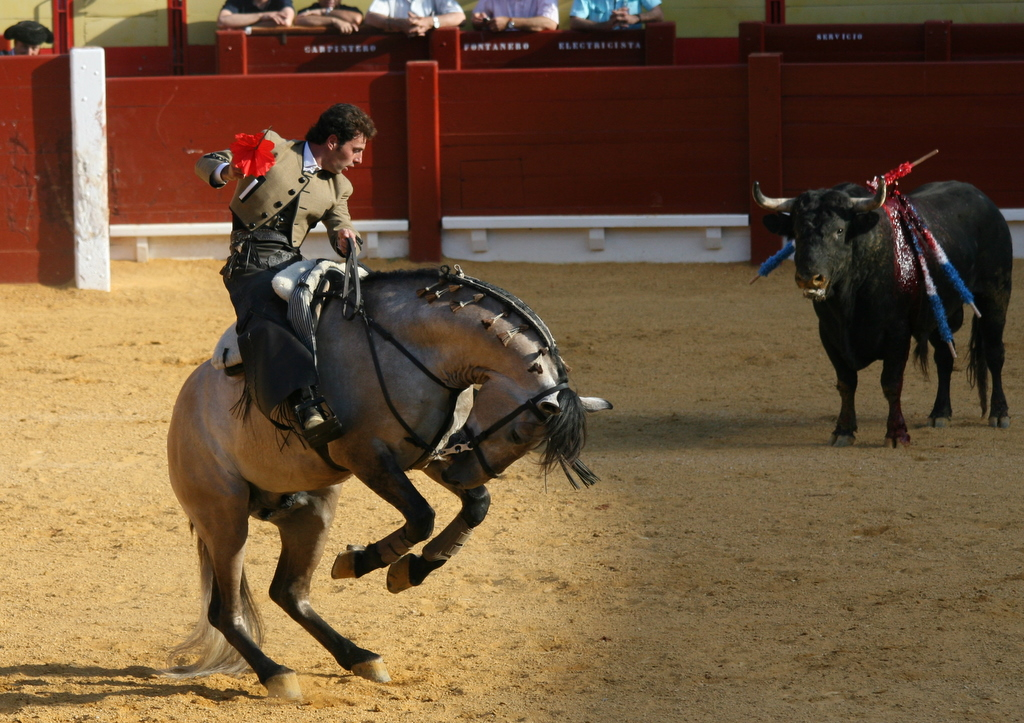
Le rejoneador

### Course portugaise
- le forcado est un jeune homme généralement accompagné de sept autres se mettant en formation afin d'immobiliser le taureau à mains nues

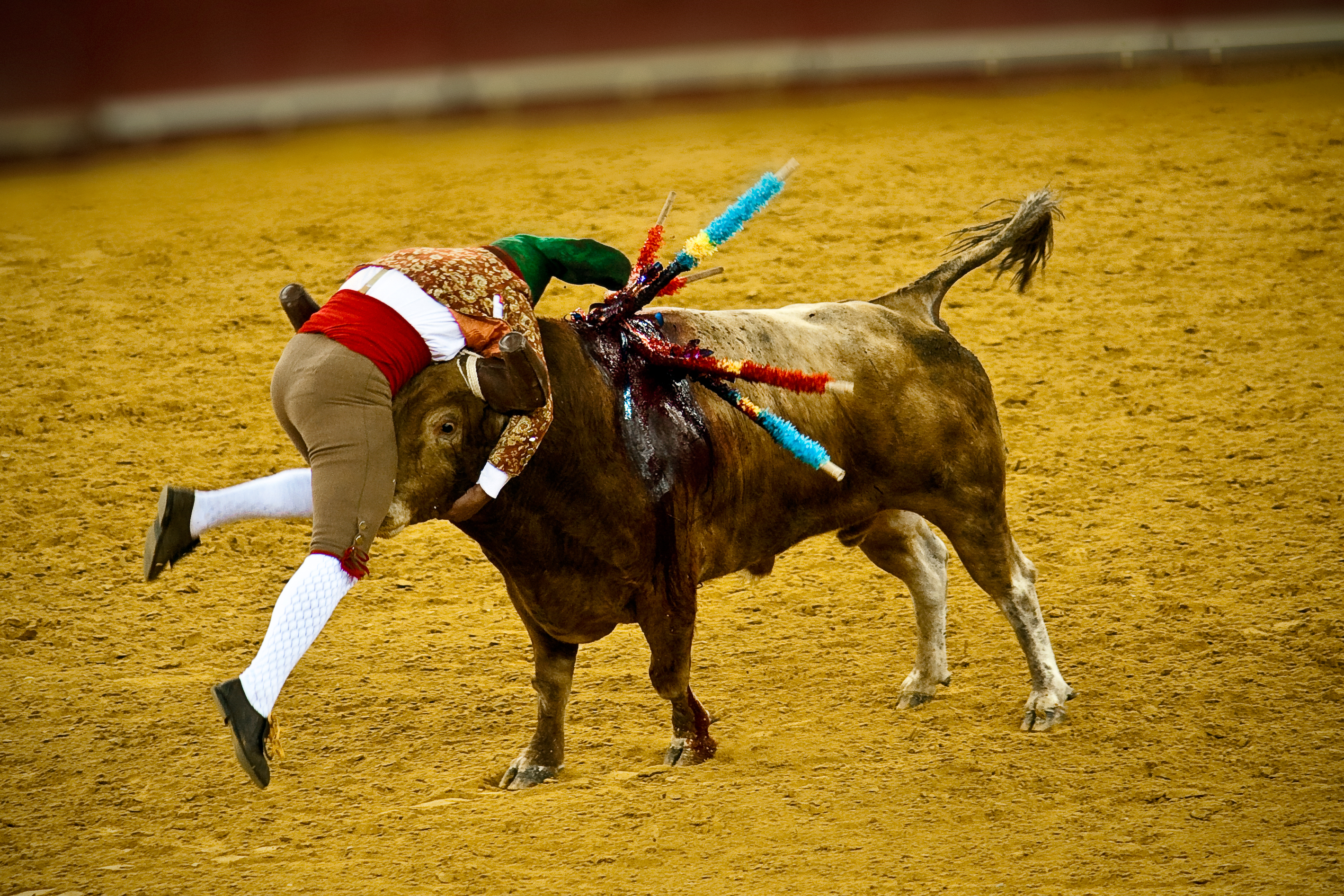
Le forcado

### Course de recortadores
- Le recortador affronte le taureau à cornes nues et doit réaliser le recorte, le quiebro, le salto et le salto a la garrocha.

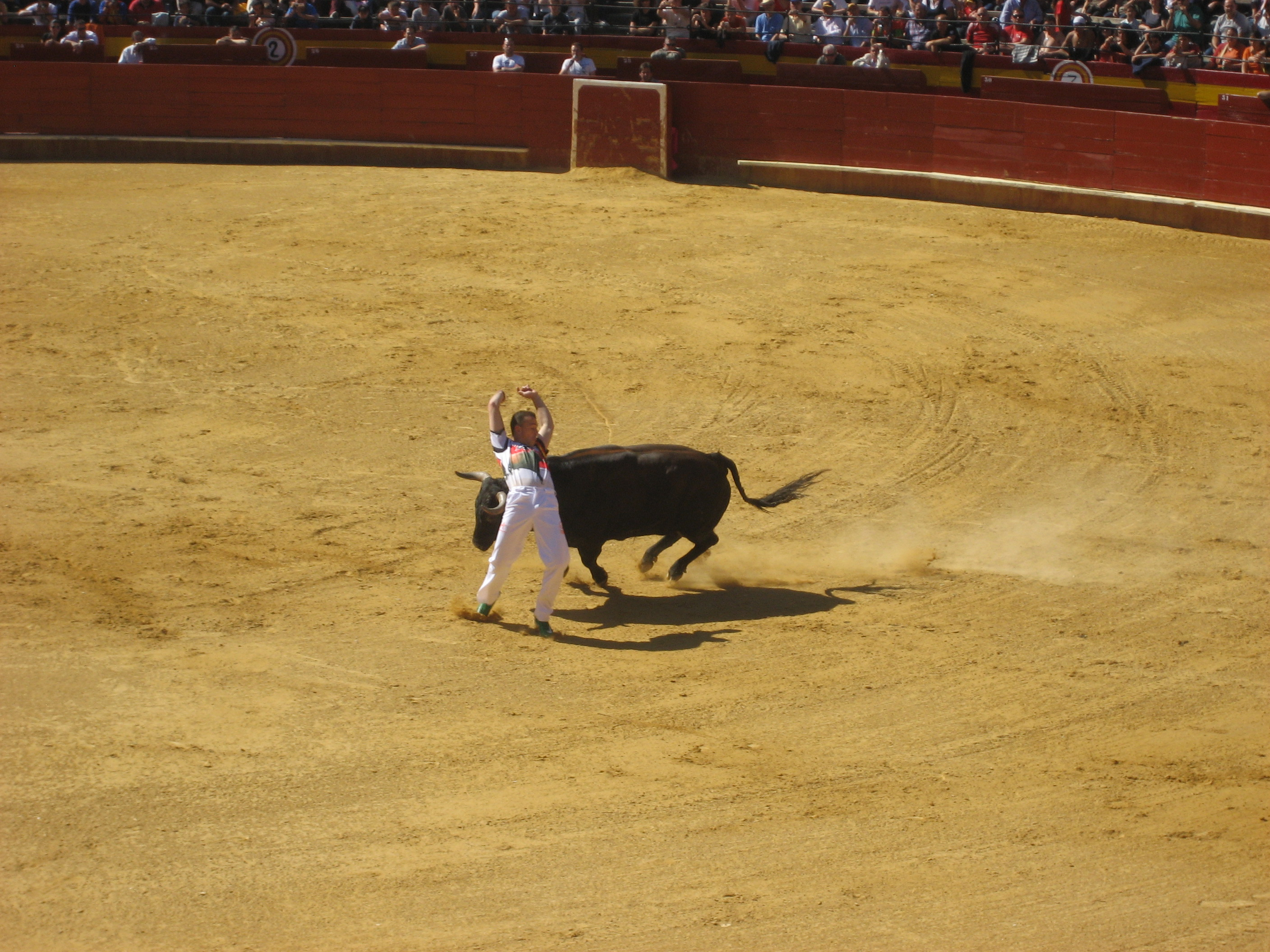
Le recortador

### Course camarguaise
- Le raseteur affronte le taureau à cornes nues afin de glaner les attributs à l'aide du crochet. Il déclenche la charge du taureau orienté par son tourneur.

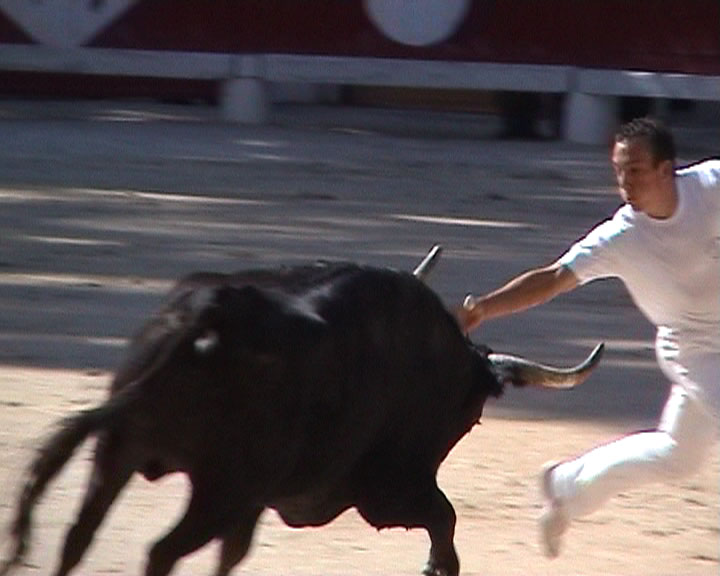
Le raseteur

### Course landaise
Les toreros de la course landaise sont communément appelés :
- l'écarteur affronte la coursière[3] en réalisant des écarts
- le sauteur affronte la coursière en réalisant des sauts

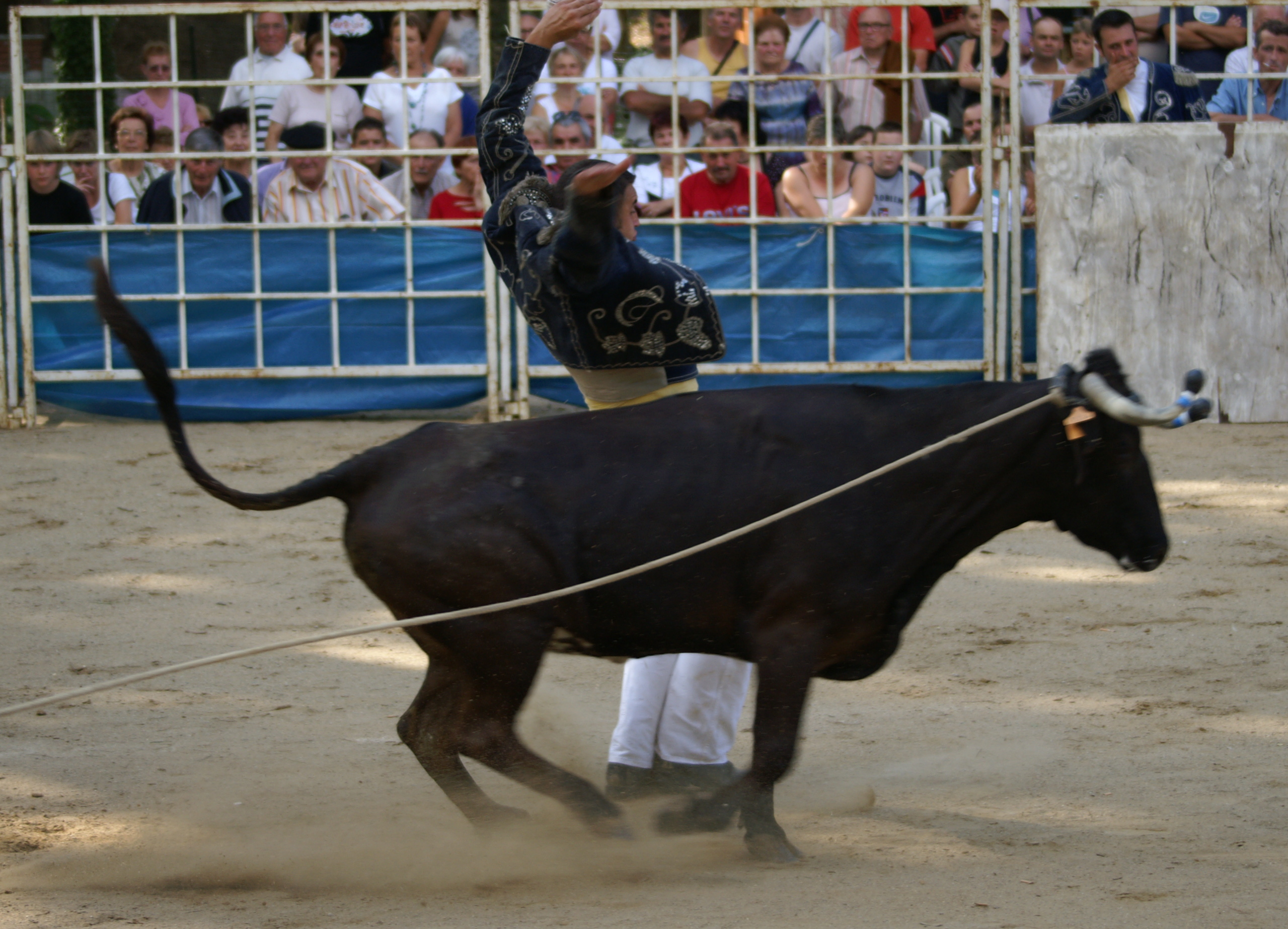
L'écarteur
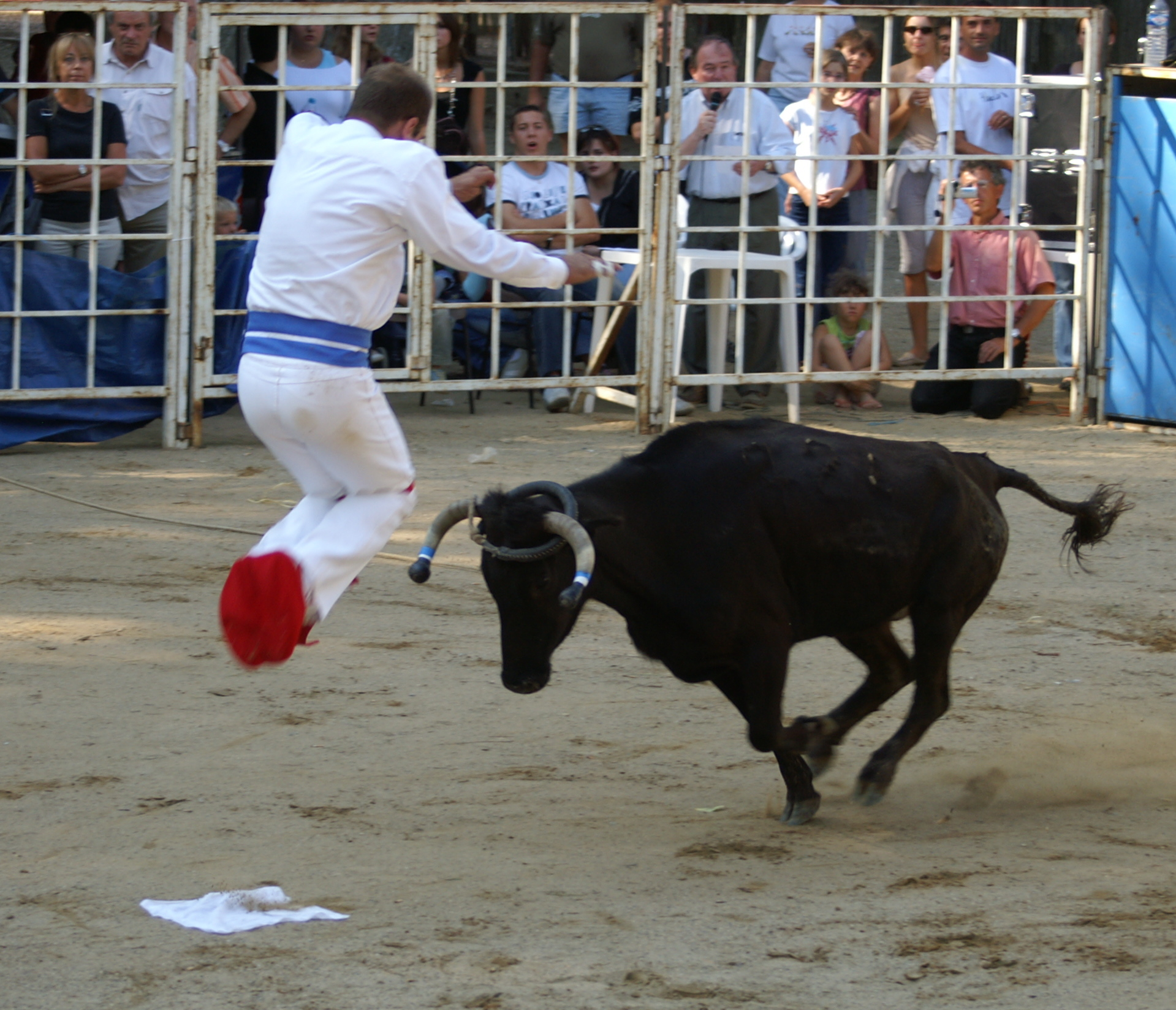
Le sauteur